# バンドリ! ガールズバンドパーティ!
『バンドリ！ ガールズバンドパーティ！』は、ブシロードより配信されているアプリケーションゲーム。略称は「ガルパ」。ジャンルはリズム&アドベンチャーゲーム。開発・運営はサービス開始から2024年1月17日までCraft Egg、同日以降はブシロードが兼任している。キャッチコピーは「はじめよう、私たちのバンド活動（ライフ）！」。
4周年以降のキャッチコピーとして「まだまだ止まらない、私たちのバンド活動（ライフ）！」が2021年2月28日に放送された「バンドリ！6周年記念特別番組」内でCraft Eggの森川修一から発表された。
iOSおよびAndroid用ゲームアプリとして、ブシモより2017年3月16日に配信された。日本国外でも配信がされており、英語版、繁体字版、韓国語版、簡体字版が存在し、2020年9月には全世界ユーザー数が2000万人を突破した。
2021年9月16日にNintendo Switch版『バンドリ! ガールズバンドパーティ! for Nintendo Switch』が発売、芸人のなかやまきんに君を起用した実写CMが製作され、彼がCM中で叫んだ「ガルパワー！」は一部で話題になった。
BanG Dream!プロジェクト全体のプロモーションは本作が中心となっている。

## 製作

### 企画
本作の企画は2014年末、BanG Dream!プロジェクトの製作総指揮であるブシロードの木谷高明が、同社が配信するスマートフォン向けリズムゲーム『ラブライブ! スクールアイドルフェスティバル』の成功により、スマートフォンゲームが音楽コンテンツとの相性が良いことから音楽を中心に据えたコンテンツができないか考え、BanG Dream!プロジェクト企画時にプロジェクトの中心となる企画としてリアルライブ、アニメーションと並行して企画された。アプリゲームをプロジェクトの中心としている理由として、アニメ作品の場合、ヒットしても次のコンテンツを仕掛けるために2年近くかかってしまうことが多いため、その間の空白の期間を毎日繋ぐことができるコンテンツとしてアプリゲームが選ばれた。さらに、音楽コンテンツであれば、アニメや小説と違い、街中で偶然聞いてもらう可能性もあれば、気に入ってもらえれば100回以上聴く人は多いため、宣伝力の高さからアプリゲームと音楽コンテンツの組み合わせが考えられた。
同年5月に設立されたばかりのアプリゲーム開発企業Craft Eggが、開発・運営として選ばれた。Craft Eggの親会社であるサイバーエージェントゲーム事業部にブシロードから依頼が来た際にキャラクターコンテンツに興味のあったCraft Egg代表の森川が立候補して決定した。
2015年1月、他社のリズムゲームとどのように差別化を図るべきか検討され、2015年4月に開催されたPoppin'Partyの1stライブ『BanG_Dream! 1st Live 「春、バンド始めました!」』にCraft Eggスタッフ陣が参加して作品のコンセプトを固めた。2016年1月から開発がスタート。開発期間は1年3か月。リリースするまでのCraft Egg開発メンバーは約25人であったが、2019年現在までに約90人に制作体制が強化された。初期の開発では、原作が始動したばかりで設定なども決まっていないことが多かったため、ブシロードやテレビアニメ第1期制作チームなどとも協力しての開発となった。
当初の企画としては育成シミュレーションやパズルゲームなど多くの案が挙げられたが、最終的にコンテンツ内容を踏まえてリズムゲームという案が採用された。

### 設定・シナリオ
本作の設定は主にテレビアニメ第1期からの『BanG Dream!』の世界観に準拠している。ストーリーはテレビアニメ第1期のその後の物語が描かれており、第1期の内容もストーリーとして実装されている。また、シーズン2からはテレビアニメ第2期の物語を前提としてストーリーが展開されている。
Poppin'Party以外にもゲームオリジナルキャラクター・ゲームオリジナルバンドとしてRoselia、Afterglow、Pastel*Palettes、ハロー、ハッピーワールド!、Morfonica、RAISE A SUILEN、MyGO!!!!!の7組や月島まりななどのオリジナルキャラクターが登場する。プレイヤーはライブハウスのスタッフという立ち位置で、バンド活動をする女の子達と出会い、ライブや日常生活を通して彼女たちと交流していく。しかし、プレイヤーの存在は重要視しない方針を取っているため、ストーリー展開に直接関わることは殆ど無い。
作品のコンセプトやシナリオはCraft Eggシナリオチームが制作。シナリオチームは作品の世界観に関わる作業全般を担当しており、シナリオ執筆を中心にイラストや衣装、楽曲のイメージ案の作成、ゲーム内＆Twitter公式漫画『ガルパライフ』や雑誌掲載の漫画作品の監修を担当している。
ゲーム内ミュージック・ビデオ（MV）やテレビアニメ第2期・第3期、劇場版アニメなどの制作を務めるアニメーション制作会社サンジゲンとは世界観の共有を常にしており、第2期以降のテレビアニメの脚本会議には監修としてCraft Eggシナリオチームが参加している。また、『ガルパ』シーズン2より、氷川日菜と白金燐子が生徒会長になる設定や「大ガールズバンド時代」というワードなどアニメチーム提案の設定や、アニメオリジナルキャラクターである朝日六花がゲーム内にも登場するなど、テレビアニメ第2期にて初公開された設定・キャラクターがゲーム内に実装されている。そして、ストーリーも第2期の物語を前提に展開されるなど、メディアミックス作品としてお互いに協力した制作体制を築いている。
ストーリーのコンセプトは各バンドやキャラクターの成長に合わせて届けるべき内容を優先して決定している。イベントはシナリオを起点に楽曲、イラストを制作していくため、配信の半年以上前にはシナリオ制作が始まっている。ストーリーにはメインストーリーやバンドストーリーのほか、月に約3回配信されるイベントストーリーがあり、ひとつのイベントストーリーと、そこで実装される楽曲やイラストが完成するまでには平均して約半年間の制作期間を必要とする。
シナリオを描くうえでは登場人物をひとりの人間として丁寧に描くこと、時系列が進むごとに経験の蓄積や周囲との関係性を通して登場人物の成長していく過程を描くことを大事な要素としている。また、成長とはキャラクター同士の相互理解によって促されるものと定義して、関係性を築き、仲を深めた結果として視野を広く持てるようになったりすることが成長であることを定義している。そして、この二人だからこの内容の会話になるという関係性からくる必然性を重視しており、『ガルパ』では特定のキャラクター同士をセットとして描くことが多い。キャラクター同士の関係性は氷川姉妹のように最初から決められていた関係性もあるが、シナリオを執筆するうちに生まれた関係性もある。登場人物の成長を描くうえでは、短所を直すことを成長につなげるのではなく、キャラクターの長所と短所のどちらも大切な個性として尊重して描くよう意識されている。
シナリオ執筆時にはゲーム説明のようなセリフを極力言わせない決まりがある。これは、ガルパの世界とプレイヤーの世界は別のため、キャラクターがゲームの操作説明をしてしまうと世界観からずれてしまうためである。また、Craft Egg社内では登場人物たちを「キャラクター」ではなく「メンバー」と呼び、一人の人間として向き合うように徹底している。
アドベンチャーパートや季節・誕生日の限定ボイス、漫画「ガルパライフ」などは、イベントやメンバーの成長にあわせて随時シナリオが制作・追加されている。2020年の若宮イヴの誕生日からは誕生日記念の漫画が廃止され、代わりに記念イラストが公式Twitterにて配信されている。。外部企業やコンテンツとのコラボレーションの際には、コラボレーション内容にあったメンバーを極力人選しており、「ファンはコンテンツではなくキャラクターについている」という認識のもと、コラボレーションでもキャラクターらしさを損なわないように可能な範囲でストーリーなどを監修している。
シーズン1の全ストーリーの合計文字数は約248万文字、400字詰め原稿用紙で約6200枚分である。

#### イラストデザイン
本作より登場する人物のキャラクター原案、キャラクターデザイン、衣装デザインやイラスト制作、作中の背景美術や告知ロゴ、楽曲ジャケットなどのイラストおよびデザイン制作はCraft Eggイラストチームが担当しており、すでにデザインが存在するPoppin'Party、Glitter*Green、CHiSPA、戸山明日香、朝日六花などテレビアニメ主要キャラクターもゲーム向けに再デザインされている。イラスト制作では、イラストの中にキャラクター同士をただ並べるのではなく、お互いが与えている影響やストーリーを通しての成長、関係性の変化をイラストに描くことで、キャラクターの魅力をイラストでも伝えられるように意識されている。そのため、イラストを時系列に追うことで、キャラクター成長の軌跡がイラストのみでも表現されるように制作されている。
告知ロゴや楽曲ジャケットのイラストは、該当ストーリーの中でキャラクターが抱いている想いや、その想いに共通する歌詞の意味など、シナリオチーム監修のもと、キャラクターやストーリーの文脈に沿ったデザインをしている。

### 開発・演出・システム
女の子の繊細な表情変化などを表現するためにLive2Dを採用。また、主要キャラクターはフルボイス仕様となっているほか、一部キャラクターもボイスに対応している。
リズムパートではリズムゲームが苦手なユーザーでも楽しめるように難易度によるスコアの差が大きくならないよう調節されている。また、ゲームプレイにユーザーの生活時間を費やさなくても楽しめるように、イベント報酬のハードルを低く設定しており、無理なくゲームをプレイできる環境を整えている。リズムアイコンの形状については、操作の際にプレイヤーのストレスが極力たまらないように工夫されている。また、手持ち操作や親指2本での操作でフルコンボできるかという点を意識しており、3本以上の指での操作が必要な場面を作らないようにしている。
イベント配信は約10日に1回と早いペースで行われている。これは、ユーザーはイベントを早く配信してくれた方が嬉しいのではないかという考えからきている。早いペースでの配信が可能な理由としては、シナリオやイラストなども含め、大部分の制作・開発をCraft Egg社内の所属スタッフにより内製しているため。イベントの更新頻度が多くてもクオリティの高い内容を届けられるように、シナリオは約半年前から制作を開始してストックを貯めておき、イラストなども配信の1か月前には完成するようにスケジュールが組まれている。

### 楽曲
ゲーム内の音楽は他のメディア媒体と同様に、音楽・楽曲プロデュースをブシロードミュージック、楽曲制作を上松範康を中心にElements Gardenが務めている。
オリジナル楽曲はイベントストーリーの内容をもとにCraft Eggとブシロードミュージック、Elements Gardenが協議をしたうえで、Elements Gardenが楽曲制作をしている。作詞を担当する中村航、織田あすか、楽曲制作担当のElements Gardenとは、あらかじめシナリオを共有しているため、オリジナル楽曲は歌詞以外にも、楽器の構成など、いたるところに対象となるストーリーやキャラクターのエッセンスが散りばめられている。バンドのうちリアルバンドであるPoppin'Party、Roselia、Morfonica、RAISE A SUILENはライブを意識した楽曲を制作しており、それ以外の3バンドはゲーム向けの楽曲を制作している。そのため、曲数もライブ向けの楽曲を制作しているPoppin'PartyとRoseliaが多い傾向にある。また、テレビアニメ第2期以降はRAISE A SUILENのオリジナル楽曲・カバー楽曲がゲーム内に配信されている。
ゲーム版の特徴であるカバー楽曲の採用は、プロジェクトの原点であるライブコンテンツにカバー楽曲が採用されており、2015年4月に行われたPoppin'Partyの1stライブ『BanG_Dream! 1st Live 「春、バンド始めました!」』を見たCraft Eggスタッフの提案から決まった。カバー楽曲は世代、ジャンル、アーティスト、季節感などからバランスを取り選曲している。また、定期的に実施されるアンケートの結果から反響の大きい楽曲をリストアップして選定することもある。その際に、各バンドのイメージやボーカルに合う楽曲ということを大前提に選定しつつ、原曲のイメージも崩さないように調節している。カバー楽曲の許諾には時間がかかる楽曲も多く、実装の2年以上前から許諾申請を行っていた楽曲もある。
コンテンツとして成長していくためにオリジナル曲とカバー曲の割合はバランスを保ち、どちらかに傾かないように調整されている。

### スタッフィング
制作・運用体制は、コンテンツプロモーションをブシロード、開発・運営をサイバーエージェント傘下のCraft Eggが担当。開発面では内製率が高く、ゲーム開発のほか、作品全体のコンセプト決め、シナリオ制作、ゲームオリジナルバンドやゲームに登場するキャラクターのキャラクター原案・キャラクターデザイン・イラスト制作、ゲーム内イベントを中心としたロゴデザイン、衣装デザイン、楽曲ジャケットデザイン、背景美術などもCraft Eggにより制作されている。4コマ漫画など関連作品のシナリオ監修、キャラクター原案も外部発注をせずにCraft Eggシナリオチームおよびイラストチームが務めており、「BanG Dream! ガルパ☆ピコ」やテレビアニメ「BanG Dream! 2nd Season」以降のアニメ作品にもキャラクター原案、制作協力として参加している。
音楽・楽曲プロデュースはブシロードミュージック、楽曲制作を上松範康を中心にElements Gardenが務めている。一方、ゲーム内BGM、SEに関しては作曲家の三矢禅晃が担当している。音響監督はテレビアニメ第1期で音響制作を務めた浦狩裕樹が担当している。
ガルパゲーム内＆Twitter公式漫画『ちょこっと！ガルパライフ』『もっと！ガルパライフ』は漫画家ととねみぎが担当。ととねみぎはCraft Eggがガルパ配信以前に開発・運営していた作品のコミカライズも担当していた。
第2章より配信されるMVの制作は、テレビアニメ第2期・第3期および劇場アニメのアニメーション制作を担当するサンジゲンが担当している。監督はサンジゲンから独立した映像編集専門の株式会社エディッツ所属で映像編集者である梅津朋美。梅津は本作のMVが初監督となり、すべてのMVで監督・絵コンテ・編集を担当。また、テレビアニメ『BanG Dream! 2nd Season』のOP絵コンテ・演出・編集や作品全体の編集、第2期の一部絵コンテ、劇場アニメの監督・編集なども担当している。

## スタッフ
| 製作総指揮                                                                | 木谷高明                                              |
| 企画・原作 プロモーション                                                 | ブシロード                                            |
| ストーリー原案                                                            | 中村航                                                |
| メインライター・シナリオ品質管理                                          | 西野裕子                                              |
| シナリオ制作                                                              | Craft Eggシナリオチーム                               |
| プロデューサー                                                            | 湯田雅、沢村英祐（Craft Egg） →根本雄貴（ブシロード） |
| キャラクター原案                                                          | ひと和 Craft Eggイラストチーム                        |
| キャラクターデザイン・アートディレクター                                  | 信澤収                                                |
| イラスト制作・背景美術 衣装デザイン・ロゴデザイン・楽曲ジャケットデザイン | Craft Eggイラストチーム                               |
| 音響監督                                                                  | 浦狩裕樹                                              |
| 音楽                                                                      | 三矢禅晃                                              |
| 音楽プロデュース                                                          | ブシロードミュージック                                |
| 楽曲制作                                                                  | 上松範康、Elements Garden                             |
| 楽曲作詞                                                                  | 中村航、織田あすか                                    |
| 開発                                                                      | Craft Egg                                             |
| 運営                                                                      | ブシモ、Craft Egg                                     |

| 監督 絵コンテ・編集          | 梅津朋美           |
| 監修                         | 廣瀬清志           |
| CGスーパーバイザー           | 三村厚史           |
| モデリングディレクター       | 武内泰久           |
| リギングディレクタ           | 矢代奈津子         |
| 色彩設計                     | 北川順子           |
| 撮影監督                     | 井上麻梨           |
| 制作協力                     | Craft Egg          |
| プロジェクトスーパーバイザー | 松浦裕暁、土屋慎一 |
| アニメーション制作           | サンジゲン         |

開発スタッフ脚注
1. ↑  Poppin'Partyの初期デザインを担当
2. ↑  Poppin'Partyの楽曲を担当

## 沿革
コラボレーション展開は「#関連イベント・コラボレーション」を参照。
2017年
- 1月1日～1月31日 - βテストの参加者を募集開始
- 2月17日～2月20日 - βテスト開始
- 2月10日 - Web漫画『BanG Dream! ガールズバンドパーティ! Roselia Stage』連載開始。
- 3月16日 - iOSおよびAndroid用ゲームアプリとして配信開始。
- 3月17日 - インターネット番組『バンドリ! ガールズバンドパーティ!』放送開始[31]。
- 3月22日 - ユーザー数100万人突破[32]。
- 3月24日 - 第1回目のイベント「SAKURA BLOOMING PARTY!」開催。
- 4月25日 - ユーザー数200万人突破[33]。
- 5月26日 - Web漫画『もっと!ガルパライフ』連載開始。
- 7月6日 - テレビ番組『月刊ブシロードTV with 戸山姉妹 feat. ガルパ!』放送開始。
- 8月7日 - ユーザー数300万人突破[34]。
- 9月22日 - ユーザー数400万人突破[35]。
- 10月6日 - ラジオ番組『バンドリ! ガルパラジオ with Afterglow』放送開始[36]。
- 10月10日 - 繁体字版『BanG Dream! 少女樂團派對（少女楽團派右）』が台湾、香港、マカオにて配信開始[37]。
- 10月29日 - イベント『ガルパーティ！in大阪』がインテックス大阪にて開催。

2018年
- 1月9日 - ARアプリ『バンドリ! ガルパAR!』を1ヶ月限定配信。
- 1月13日・14日 - イベント『ガルパライブ＆ガルパーティ！in東京』が東京ビッグサイトにて開催。また、2017年11月15日のゲーム内1次予選より始まった初の公式大会「ガルパ杯」の決勝大会が開催された。
- 2月6日 - 韓国語版『BanG Dream! 걸즈 밴드 파티』が韓国にて配信開始[38]。
- 2月8日 - 株式会社アンビションと海外配信についての運営業務委託契約を締結[39]。
- 2月13日 - ユーザー数500万人突破[40]。
- 3月29日 - 英語版『BanG Dream! Girls Band Party!』がシンガポールにて配信開始。
- 4月3日 - 英語版『BanG Dream! Girls Band Party!』が全世界にて配信開始。
- 4月5日 - テレビ番組『バンドリ!TV』が放送開始[41]。
- 5月2日 - ユーザー数600万人突破[42]
- 5月17日 - テレビ番組『バンドリTV!』内でショートアニメ『ぱすてるらいふ』が放送開始[41]。
- 6月15日 - ユーザー数650万人突破[43]
- 7月5日 - テレビ番組『バンドリTV!』内でショートアニメ『BanG Dream! ガルパ☆ピコ』が放送開始[44]。
- 7月23日 - ユーザー数700万人突破[45]
- 7月29日 - 全世界ユーザー数1000万人突破[4]。
- 8月11日・12日 - イベント『ガルパなつやすみin秋葉原』をベルサール秋葉原にて開催[46]。
- 9月14日 - ユーザー数750万人突破[47]
- 9月14日 - ARアプリ『バンドリ! ガルパAR!（富士急オリジナルver.）』を1ヶ月限定配信。
- 9月29日 - ユーザー数777万人突破[48]
- 11月15日 - ユーザー数800万人突破[49]
- 12月23日 - ユーザー数850万人突破[50]

2019年
- 2月13日 - ユーザー数900万人突破[51]
- 5月2日 - ユーザー数950万人突破[52]
- 6月3日 - ARアプリ『バンドリ! ガルパAR!（ガルパーティ！2019 in池袋ver.）』を1ヶ月限定配信[53]。
- 6月5日 - 簡体字版『BanG Dream! 少女乐团派对!』が中国にて配信開始[54]。
- 6月8日・9日 - イベント『ガルパーティ！&スタリラ祭 2019 in池袋』が池袋サンシャインシティにて開催。ブシロードのアプリゲーム『少女☆歌劇 レヴュースタァライト -Re LIVE-』（スタリラ）との同時開催となる。また、「第2回ガルパ杯」の決勝大会も開催された[55]。
- 7月29日 - ユーザー数1000万人突破[56]。
- 10月5日 - 9月27日に配信が終了した『バンドリ! ガルパラジオ with Afterglow』に代わり、新ラジオ番組『バンドリ！ ガールズバンドパーティ！presents Afterglowの夕焼けSTUDIO』が放送開始[57]。
- 11月29日 - ユーザー数1100万人突破[58]。
- 12月10日 - リリース開始から1000日経過[59]。

2020年
- 3月1日 - ゲーム内に新バンド「Morfonica」とアニメオリジナルバンド「RAISE A SUILEN」の実装が発表。同時にガルパ3周年の特設サイトが公開された。
- 3月16日 - リリース開始から3周年。新バンド「Morfonica」のアニメーションMV、オリジナル楽曲、カバー楽曲、バンドストーリーなどが実装。
- 4月9日 - ユーザー数1200万人突破[60]
- 6月10日 - アニメ「BanG Dream! 3rd Season」終了後にアニメオリジナルバンド「RAISE A SUILEN」が実装。
- 7月30日 - ユーザー数1300万人突破[61]

2021年
- 4月23日 - ユーザー数1400万人突破[62]
- 9月16日 - Nintendo Switch版がリリース[10]。
- メンバーがアーティストと共に歌唱する新たな楽曲ジャンル「エクストラ」と、新たな操作ギミック「カーブアイコン」「左右フリックアイコン」の実装を発表[63]。

2022年
- 4月27日 - ユーザー数1500万人突破[64]
- 12月21日 - 奥沢美咲がハロハピのライブに立つまでの経緯を描いたイベント「旅立つ人へ」を開催。これにより、下述の通りミッシェルと美咲の切り替えができるようになる。

2023年
- 1月9日 - 6周年に向けた超大型アップデートの概要が発表。
- 3月16日 - 6周年記念の超大型アップデートを実施。3Dライブ、★5メンバーの実装、ミッシェルと奥沢美咲の切り替えが可能となった。
- 6月27日‐公式生放送にて、2023年秋に「MyGO!!!!!」がゲーム内に追加されることを発表。
- 12月18日 - Craft Eggが開発・運営からの離脱を発表[65]。

2024年
- 1月17日 - 開発・運営をブシロードへ移管[5]。

## ストーリー
物語の舞台は東京都・新宿。ストーリー展開として、テレビアニメ『BanG Dream!』シリーズ、アプリゲーム『バンドリ！ ガールズバンドパーティ！』、コミカライズ作品『コミック版 BanG Dream!』『BanG Dream! ガールズバンドパーティ! Roselia Stage』『RAiSe! The story of my music』は同一世界観による連動したストーリーが展開されており、アニメ、ゲーム、漫画の各シナリオ陣が連携してストーリーを展開している。そのため、各メディアでストーリーを補完しあいながらシナリオが展開され、すべてのメディアを追うことでシナリオをさらに楽しめるようになっている。
本作ではメインストーリーを軸に、各バンドがメインのバンドストーリーや順次配信されるイベントストーリーが存在する。基本的には配信順に物語が進み、ストーリーによっては過去のストーリーとの繋がりや次のストーリーへの伏線がみられることもある。
シーズン1は香澄たちが高校に入学した春より1年間の物語が描かれている。該当ストーリーはメインストーリー1章、バンドストーリー0章～2章（2020年から追加実装の「Morfonica」「RAISE A SUILEN」分を除く）。イベントストーリー（2019年3月15日までに配信されたストーリー）である。テレビアニメ第1期のストーリーはPoppin'Partyバンドストーリー0章として実装されている。
シーズン2はシーズン1開始より1年後、香澄たちが進級したところから物語が始まる。該当ストーリーはメインストーリー2章、イベントストーリー（2019年3月16日以降に配信されたストーリー）である。テレビアニメ第2期にて初公開された設定が追加され、第2期にて初登場した朝日六花がゲームストーリーにも登場するほか、RAISE A SUILENや和奏レイについて登場人物が語るなど、アニメ第2期の物語を前提にストーリーが展開されている。また、メインストーリー2章よりMorfonicaの倉田ましろと桐ヶ谷透子が実装に先行して登場している。
シーズン1 メインストーリー1章
オープンして間もないライブハウス「CiRCLE（サークル）」に務める新人スタッフは、そこのオーナーが企画したガールズバンドによるライブイベントの参加者を集めるため、上司である月島まりなからの指示でバンドのスカウトを始めようとしていた。そんなとき、偶然にもライブハウスに立ち寄ったガールズバンド「Poppin'Party」をスカウトし、彼女たちの協力のもと、まりなが目をつけていたガールズバンド「Roselia」「Afterglow」「Pastel*Palettes」「ハロー、ハッピーワールド！」をスカウトする。しかし、個性の強いメンバーばかりであることや音楽性の違いなどからお互いに衝突してしまい…。果たして合同ライブは成功するのか！？

シーズン2 メインストーリー2章
CiRCLEにて開催された5つのバンドによるガールズバンド合同ライブ「ガールズバンドパーティー」が成功に終わり1年が経過していた。「ガールズバンド時代」と呼ばれるほどガールズバンドへの関心が高まり、CiRCLEにもバンドに憧れる少女たちが多く集まっていた。そんな時、まりなからの提案により、進級した香澄たちは「第2回ガールズバンドパーティー」を開催するために、再び5バンド全員で力を合わせていくことになる。今回の目的は、「バンドをやってみたい人たちの背中を押す演奏」。この目標を目指し、今までの5バンドを含め新たなガールズバンドをスカウトすることを提案したまりなと香澄。しかし、スカウトはなかなか思うようにいかずに苦戦していた。そんなとき香澄たちは、かつてミニライブで香澄とたえが話しかけた少女倉田ましろがバンドメンバー募集のチラシを剥がしているところを目撃する。かつてバンドをしてみたいと語っていた少女は「もうバンドをすることはないと思います…。」と香澄たちに語り…。ガールズバンドパーティーの新たな物語が動き出す。

## 登場人物
Poppin'Party
- 戸山香澄（声 - 愛美）
- 花園たえ（声 - 大塚紗英）
- 牛込りみ（声 - 西本りみ）
- 山吹沙綾（声 - 大橋彩香）
- 市ヶ谷有咲（声 - 伊藤彩沙）

Afterglow
- 美竹蘭（声 - 佐倉綾音）
- 青葉モカ（声 - 三澤紗千香）
- 上原ひまり（声 - 加藤英美里）
- 宇田川巴（声 - 日笠陽子）
- 羽沢つぐみ（声 - 金元寿子）

Pastel*Palettes
- 丸山彩（声 - 前島亜美）
- 氷川日菜（声 - 小澤亜李）
- 白鷺千聖（声 - 上坂すみれ）
- 大和麻弥（声 - 中上育実）
- 若宮イヴ（声 - 秦佐和子）

Roselia
- 湊友希那（声 - 相羽あいな）
- 氷川紗夜（声 - 工藤晴香）
- 今井リサ（声 - 遠藤ゆりか → 中島由貴）
- 宇田川あこ（声 - 櫻川めぐ）
- 白金燐子（声 - 明坂聡美 → 志崎樺音）

ハロー、ハッピーワールド！
- 弦巻こころ（声 - 伊藤美来）
- 瀬田薫（声 - 田所あずさ）
- 北沢はぐみ（声 - 吉田有里）
- 松原花音（声 - 豊田萌絵）
- ミッシェル / 奥沢美咲（声 - 黒沢ともよ）

Morfonica
- 倉田ましろ（声 - 進藤あまね）
- 桐ヶ谷透子（声 - 直田姫奈）
- 広町七深（声 - 西尾夕香）
- 二葉つくし（声 - mika）
- 八潮瑠唯（声 - Ayasa）

RAISE A SUILEN
- レイヤ / 和奏レイ（声 - Raychell）
- ロック / 朝日六花（声 - 小原莉子）
- マスキング / 佐藤ますき（声 - 夏芽）
- パレオ / 鳰原令王那（声 - 倉知玲鳳）
- チュチュ / 珠手ちゆ（声 - 紡木吏佐）

MyGO!!!!!
- 高松燈（声 - 羊宮妃那）
- 千早愛音（声 - 立石凛）
- 要楽奈（声 - 青木陽菜）
- 長崎そよ（声 - 小日向美香）
- 椎名立希（声 - 林鼓子）

Ave Mujica（バンド未実装）
- 三角初華 / ドロリス（声 - 佐々木李子）
- 若葉睦 / モーティス（声 - 渡瀬結月）
- 八幡海鈴 / ティモリス（声 - 岡田夢以）
- 祐天寺にゃむ / アモーリス（声 - 米澤茜）
- 豊川祥子 / オブリビオニス（声 - 高尾奏音）

その他のキャラクター
- 月島まりな（声 - 洲崎綾）
- 戸山明日香（声 - 尾崎由香）
- 牛込ゆり（声 - 三森すずこ）
- 二十騎ひなこ（声 - 徳井青空）
- 海野夏希（声 - 福圓美里）
- 都築詩船（声 - 小山茉美）
- 東中野ナオ（声 - 不明）
- 晴海（声 - 上田麗奈）
- シャルロット・ルイーズ・三園（声 - 不明）
- 真次凛々子（声 - 儀武ゆう子）

## ゲームシステム
基本無料のアイテム課金制。リズムゲームを楽しむライブパート、メンバー同士の日常会話を楽しむことができるアドベンチャーパート（エリア会話、ラウンジ機能）、各バンドやキャラクターの物語を描くストーリーパートをメインに構成されている。ストーリーを進めたり、最新のイベントが配信されていくことで、ライブで遊べる楽曲が追加されていく。

### ステータス
ランク
EXPを獲得することで上昇し、ランクが上がる度にライブブーストが回復する。ランクが一定に達するとメインストーリーが解放される。2周年の際にランクのカンスト値が200から300に拡張され、さらに2021年8月11日にランクのカンスト値が300から400に上昇した。
バンドランク
バンドEXPを獲得することで上昇し、バンドストーリーが解放される。ランクが一定に達するとエリアアイテムおよび楽曲が追加される。2020年1月20日、バンドストーリーの解放条件からバンドランクの条件が撤廃された。バンドランクは最高50まで上昇する。
EXP
ライブおよびエリア会話を読了することで獲得できる。EXPとバンドEXPは区別される。
ライブブースト
ライブを行う時に消化することでアイテムを多く獲得できる。時間経過や、ランクが上がることで回復する。スターやブーストドリンクを消費することでも回復できる。
フレンド機能
他のプレイヤーとフレンドとなり、手軽にプライベートルームに招待できる機能。ランクを上げることでフレンド数の上限が増加する。
ハイスコアレーティング
フリーライブで記録されたハイスコアを5000で割った数値（5000以下の端数は切り捨て）。各楽曲ごとに算出され、さらに各バンドの上位3曲の合計の数値が算出される。

### アイテム
コイン
エリアアイテムの購入・レベルアップに使用する。
スター
本作品における課金アイテム。ライブブーストの回復、ライブのコンティニュー、ガチャに使用する。
かけら
メンバーの特訓やキャラのストーリー解放、エリアアイテムの購入やレベルアップに使用する。
音色のクリスタル
一部のカバー楽曲の購入に使用する。
奇跡のクリスタル
レアアイテム。主に特訓に使用する。極稀にライブで獲得できる。
花咲屋のミッシェル最中
流星堂でエリアアイテムの購入、レベルアップに使用する。イベント報酬で獲得できる。
ブーストドリンク
ライブブーストを回復できる。
練習チケット
メンバーのレベルアップに使用する。
スキル練習チケット
メンバーのスキルLvを上げるために使用する。2017年7月に機能実装。イベント報酬で獲得できる。また、特定のキャラに使用するとより多く経験値を獲得できる「キャラ専用スキル練習チケット」と、特定のバンドメンバーに使用するとより多くの経験値を獲得できる「バンド専用スキルチケット」が存在する。

### ガチャ
スターを消費することでガチャを引くことができる。★2〜★5のメンバーを獲得できる。一部のガチャは有償スターのみとなっている。
★5のメンバーが確定した時は、ライブの演出としておなじみである、ペンライトがウルトラオレンジに発光する演出となる。この演出は、沢村英祐プロデューサーの思いつきが採用されたものである。

### ガチャシール機能
2019年3月16日の2周年の際に追加された機能。通称『天井』。ガチャでメンバーを獲得した際に手に入るガチャシールを300枚消費することで、ガチャシールに対応した交換所内のメンバー1人、又はミッシェルシールと交換ができる。
ガチャシールはガチャシール付きガチャからメンバーを1人獲得するごとに1枚獲得できる。

### メンバー
本作品では、キャラクターカードのことを「メンバー」と呼称する。
属性
ピュア（緑）、クール（青）、ハッピー（橙）、パワフル（赤）のいずれかの属性が付いており、メンバーの右上に属性を表すマークが表示されている。
イベント開催時において、指定された属性をバンドに編成してライブをすると、イベントを有利に進行できるボーナスが発生する。
レアリティ
★1〜★5までの5種類ある。
★1のメンバーは、バンドストーリー第1話を読了することで獲得できる。
例外として、RAISE A SUILENは｢RAISE A SUILEN 御簾を上げろ（後編）｣にて追加された（14話から始まるため、第1話ではない）。
レベル
練習チケットを消費して練習することで上昇する。★3以上のカードは特訓により、上限レベルが10上昇する。
能力値
パフォーマンス・テクニック・ビジュアルの3種類あり、レベルを上げることで上昇する。合計値がそのメンバーの総合値となる。
スキル
メンバーが所有する能力で、「スコアUP」、「判定強化+スコアUP」、「回復+スコアUP」、「ライフ減少無効+スコアUP」、「一定ライフ以上でスコアUP、一定ライフ以下で回復」、「ライフが0にならない+スコアUP」のいずれか一つを所持している。ライブ中に特定（黄色）のアイコンを「GREAT」以上でタップすることで発動し、最大で6回発動する。また、スキルLv.によって発動時間が変化する。
特に「スコアUP」は多岐のバリエーションがあり、「一定ライフ以上で更にUP率増加」、「GREAT以下を出すまで更にUP率増加」、「PERFECT判定を出せば出すほどUP率増加」、「PERFECTならスコア増加、GREAT以下だとスコアが半分」などがある。
フリーライブ、チャレンジライブ、および対バンライブの場合、編成したメンバーすべてのスキルが1回ずつ発動し、センターに配置したメンバーに限り、「スキルアンコール」として、もう1回発動できる。
協力ライブの場合、それぞれのメンバーのスキルが1回ずつ発動し、フィーバータイムまでのスコアが一番高い人のメンバーに限り、「スキルアンコール」として、もう1回発動できる。

### バンド
ライブを行うバンドメンバーの編成や強化などを行う。
バンド編成
ライブを行うメンバーを編成する。最大30バンド編成できる。
ライブ衣装
星2以上のメンバーを獲得、および配布により、特定のライブ衣装を獲得できる。メンバーごとに衣装を設定することができる。
練習
入手したバンドメンバーを練習チケットを使ってレベルアップできる。
スキル練習
入手したバンドメンバーを控え室のメンバーまたはスキル練習チケットを使ってスキルLv.を上昇させることができる。
特訓
レベルMaxにした星3以上のメンバーを、かけらと奇跡のクリスタルを用いて強化することができる。イラストの変化、能力値の上昇、上限レベルも10増え、星の色が虹色へと変化する。イラストは特訓後に、特訓前のものに変更することもできる。
メンバー一覧
現在所持しているメンバーを確認できる。
交換所
控え室のメンバーを、特定のアイテムの交換時に使用する「ミッシェルシール」と交換できる「シール交換所」と、イベントで獲得したバッジを特定のアイテムと交換できる「バッジ交換所」、前述のガチャシールが交換出来る｢ガチャシール交換所｣、｢チケット交換所」（値ケットが発券された時のみ）がある。

### ライブパート
1人でプレイする「フリーライブ」、最大5人での協力プレイが可能な「協力ライブ」があり、イベント（後述）によっては、「チャレンジライブ」、「対バンライブ」および「メドレーライブ」をプレイすることができる。スコアランクに応じてかけら、コインなどを獲得できる。
協力ライブでは、「だれでも」、「レギュラー」、「ベテラン」、「マスター」、「グランド」ルームの5タイプがあり、基本的な遊び方の「通常」ルームと、曜日ごとに特定の報酬を獲得しやすくなる「特別」ルームの2タイプがある。さらにプライベートルームでは「もう一回ライブ機能」を使って、同じ人と連続でライブができる。
あらかじめキャラクターを選出し、5人で結成されるバンドを組む必要がある。なお、同じキャラクターを二人以上同じバンドに設定することはできない。
難易度はすべての楽曲で「EASY」、「NORMAL」、「HARD」、「EXPERT」の4種類に分かれている。2018年8月10日からは、新難易度「SPECIAL」がチャレンジライブの『BLACK SHOUT』、『Don't say "lazy"』に追加され、8月18日よりフリーライブ・協力ライブにも追加された。「SPECIAL」に対応する楽曲は順次追加されていく。
音楽に合わせて画面奥から手前に流れてくるアイコンが判定ラインに重なったタイミングでタップし、成功することでスコアが上昇する。タップのタイミングに応じて「PERFECT」、「GREAT」、「GOOD」、「BAD」、「MISS」に判定される。「GOOD」以下を一度も取らなければフルコンボとなる。また全て「PERFECT」を取った場合はALL PERFECTとなる。「BAD」と「MISS」ではライフが減少し、0になるとライブ失敗となる。ただし、協力ライブ、対バンライブでは継続してライブができる。また、メドレーライブにおいては、前の楽曲が終わった時のライフがそのまま次の曲の開始時に引き継がれる。
2019年9月10日から一部楽曲に新機能「FULLライブ」が追加。通常の楽曲とは異なりフルサイズで楽曲をプレイできる。機能はフリーライブのみであり、通常の楽曲とは異なりライフの減少量は少なく設定されている。

### MV機能
2018年5月21日より追加された機能。バンドストーリー第2章にて配信されるRoseliaのオリジナル曲「Neo-Aspect」のミュージックビデオより、アプリ内のフリーライブから「MV再生」が可能となる。また、フリーライブにてミュージックビデオを再生しながらリズムゲームがプレイできる「MVライブ機能」も同日に追加された。2019年9月10日からはFULLバージョンMVとしてPoppin'Partyの楽曲『二重の虹（ダブル レインボウ）』のFULLバージョンMVとして追加された。
2020年3月16日現在、ミュージックビデオの収録曲はゲーム内MVが5曲、テレビアニメ第2期オープニングが2曲、テレビアニメ第2期劇中歌が16曲、フィルムライブ劇中歌が11曲、テレビアニメ第3期主題歌が2曲、初音ミクコラボ『歌ってみた』MVが7曲、エクストラ楽曲が5曲の計51曲である。

### イベント
ゲームでは随時イベントが開催されており、期間はイベントによって異なる。イベント期間中にライブをプレイすると、「イベントP」等を獲得できる。獲得した「イベントP」に応じてイベントストーリーの解放、達成報酬、ランキング報酬を獲得でき、一定以上の順位となることでそのイベントの「称号」を獲得できる。また、指定された属性およびメンバーをバンドに編成している状態でライブをすると、イベントを有利に進行できるボーナスが発生する。
それぞれのイベントの相違点は以下の通り。
通常イベント
ライブをすることで「バッジ」を獲得できる。通称「マラソン」。集めた「バッジ」は、「交換所」で好きなアイテムと交換することができる。「イベントP」の獲得にボーナスが発生する。ライブトライ!イベントに吸収された形で消滅。
チャレンジライブイベント
フリーライブおよび協力ライブをすることで「チャレンジP」を獲得できる。「イベントP」の獲得にボーナスが発生する。獲得した「チャレンジP」を消費することで、「イベントP」を大量に獲得できる「チャレンジライブ」に挑戦できる。
「チャレンジライブ」では、イベントごとに指定されている3曲の「チャレンジ楽曲」ごとにスコアランキングが開催される。また、対象メンバーをバンドに編成することで、対象メンバー自身の総合力がアップするボーナスが発生し、スコアを獲得しやすくなる。
SPECIAL譜面は原則として当イベント開催時に追加されるため、ほかのイベントと比べて開催頻度が低い。
対バンライブイベント
通常の協力ライブとは異なり、自分のバンドメンバーのスキルが発動する「対バンライブ」で、最大5人のプレイヤーとプレイすることができる。フリーライブおよび協力ライブをプレイしても「イベントP」等は獲得できない。対バンライブをすることで「メダル」を獲得でき、「メダル」を消費することでまりなさんからご褒美としてアイテムを獲得できる。
「対バンライブ」では、イベントごとに楽曲が指定されている「イベント楽曲ルーム」または「みんなと選曲ルーム」でライブをすることができ、「イベント楽曲」をプレイすることでスコアランキングに参加できる。また、対象メンバーをバンドに編成することで、対象メンバー自身の総合力がアップするボーナスが発生し、スコアを獲得しやすくなる。
ライブトライ!イベント
通常イベントのルールに加え、「スコア」「ライフ」「判定」「コンボ」「協力」5つのトライノルマがあり、クリアすることで大量の「イベントP」「バッジ」を獲得できる。
すべてのトライノルマをレベル10までクリアすると「トライマスター」の称号を獲得でき、「EXミッション」が出現する。すべてのEXトライノルマをレベルまでクリアすると「EXトライマスター」の称号を獲得できる。
ミッションライブイベント
通常イベントのルールに加え、ミッションが設定されており、クリアすることでコインなどの報酬を獲得できる。例外として2020年10月31日〜11月8日開催のおジャ魔女どれみとのコラボイベント「ハッピーラッキー！EGAOのMAHO！」イベントでは「MAHO堂」という「まりなさんのごほうび箱」に似たシステムのアイテム獲得ルートが実装された。
チームライブフェスイベント
2021年2月28日のバンドリ！6周年記念特別番組および第44回ハロハピ@CiRCLE放送局にて発表された新形式のイベント。2021年7月21日からのイベント「秘密と青春のイリゼ」にて初開催となった。
テーマに沿ったどちらかのチームに所属して5人対5人でライブを行い、勝利を目指す。時間によって「コンボ」「ライフ」「判定」の3つのルームが切り替わり、ルームによってスコアの計算方法が変化する。また、選曲はルームごとに曲のリストが存在し、その中からランダムで選曲される。ルームが切り替わると同時に選曲リストも切り替わる仕様となっている。

### アドベンチャーパート
街や学校にいるキャラクターたちの日常会話を楽しむことができる。フィールド上のキャラクターをタップすることで会話が始まり、新しい会話の場合にはプレイヤーランクとそのキャラクターが所属するバンドのバンドランクが上昇する。コインなどで購入したアイテムをアドベンチャーパートのフィールド上に設置したり、ストーリーが進むごとに新たな会話が追加される。エリア会話はキャラクター図鑑でも見ることが可能である。

### ラウンジ
2019年3月16日に追加された機能。エリアマップ内に新たに常設されるラウンジに入室することで、これまで一対一であったアドベンチャーパートのエリア会話とは違い、複数人の会話劇を楽しむことができる。閲覧済みの会話はキャラクター図鑑で再度閲覧が可能である。なお、誕生日前日・当日の会話はその日に限り再度閲覧でき、前者はランダムで発生、後者はイベント画面で閲覧出来る。

### キャラクター図鑑
2018年6月19日に追加された機能。各キャラクターのプロフィールやエリア会話、ラウンジ会話、メンバーのイラストなどを見ることができるほか衣装変更も行える。また、キャラクターが登場するイベントストーリーやゲーム内漫画、Twitter掲載漫画「ガルパライフ」を見ることも可能である。
2020年1月21日、キャラクター図鑑がリニューアル。「バンド・キャラ図鑑」となり、バンドプロフィール、楽曲・MVなどが確認しやすくなる。

### ストーリーパート
指定のプレイヤーランク到達により解放される「メインストーリー」、指定のバンドランク到達により解放される「バンドストーリー」、イベントで獲得できるポイントによって解放される「イベントストーリー」があり、全てフルボイス仕様である。なお、「メインストーリー」「バンドストーリー」「イベントストーリー」では新規楽曲が追加されることもある。
「イベントストーリー」は2017年3月24日より配信が開始。月に約3回開催されており、各バンドがメインのイベントと各キャラクター混合のイベントがある。イベント終了後は、「思い出のストーリー」にてイベントをみることができる。その際にバンドイベントでは一定以上のバンドランク、混合イベントでは一定以上のプレイヤーランクが必要となる。
また、メンバーごとに「エピソード」と呼ばれる個別ストーリーが設定されており、かけらを使用することで解放できる。読了することで能力値が一定値上昇し、スターを獲得できる。
2018年4月より、テレビアニメ第1期のシナリオを元に新たに再構成された『バンドストーリー0章「Poppin'Party 結成」』が配信。同年5月より各バンドのバンドストーリー2章が順次配信される。また、バンドストーリー第2章公開に先駆けて特設サイトが開設され、第1章を振り返るダイジェストムービーが公開された。さらに、Poppin'Partyを除く4バンドのアニメーションによるミュージックビデオの制作が発表された。
メインストーリー1章、バンドストーリー0～2章（2020年から追加実装の「Morfonica」「RAISE A SUILEN」分を除く）、2019年3月15日までに配信されたイベントストーリーはシーズン1と定義され、2019年3月16日以降に配信されるイベントストーリー、メインストーリー2章はシーズン2と定義される。
2020年1月20日、バンドストーリーの解放条件からバンドランクの条件が撤廃された。1月21日には、ストーリー画面がリニューアル。過去のストーリーが、イベントイラスト、あらすじ、楽曲と共に振り返られるようになる。また、イベントストーリー内でのバンドストーリーの時系列が分かりやすく表示されるようになる。

## 使用楽曲
アニメで使用された楽曲やキャラクターソング、ゲームオリジナル曲に加えて、Elements Garden編曲によるカバー曲が収録されている。
2025年1月3日現在、オリジナル楽曲が323曲（Poppin’Party 69曲,Afterglow 36曲, Pastel*Palette   33曲,Roselia 51曲,ハロー、ハッピーワールド！ 33曲  ,Morfonica 25曲,RAISE A SUILEN 33曲,Mygo!!!!! 13曲,その他 30曲）、カバー楽曲が295曲（Poppin’Party 44曲,Afterglow 42曲 Pastel*Palette 39曲, Roselia 41曲,ハロー、ハッピーワールド！ 45曲,Morfonica 23曲 RAISE A SUILEN 23曲,Mygo!!!!! 8曲,その他 30曲）、エクストラ楽曲が20曲、計638曲が収録されている（内、スペシャル難易度を含む楽曲が109曲、ミュージックビデオが89曲、Fullライブが7曲が収録されている）。 

### ミュージックビデオ
ゲーム内にて初公開されたミュージックビデオのみ表記。初音ミクおよびエクストラコラボのミュージックビデオについては記載しない。
- 「Neo-Aspect」（2018年5月13日 公開）
  - 歌 - Roselia
- 「もういちど ルミナス」（2018年6月20日 公開）
  - 歌 - Pastel*Palettes
- 「ツナグ、ソラモヨウ」（2018年9月10日 公開）
  - 歌 - Afterglow
- 「キミがいなくちゃっ！」（2018年10月10日 公開）
  - 歌 - ハロー、ハッピーワールド！
- 「Daylight -デイライト-」（2020年3月2日 公開）
  - 歌 - Morfonica
- 「EXPOSE 'Burn out!!!'」（2020年6月10日公開）
  - 歌 - RAISE A SUILEN
- 「 !NVADE SHOW! 」（2020年8月31日 公開）
  - 歌 - RAISE A SUILEN
- 「ONE OF US」（2020年10月10日 公開）
  - 歌 - Afterglow
- 「TITLE IDOL」（2020年12月13日 公開）
  - 歌 - Pastel*Palettes
- 「にこにこねくと！」（2021年2月10日 公開）
  - 歌 - ハロー、ハッピーワールド！
- 「Live Beyond!!」（2021年4月9日 公開）
  - 歌 - Poppin' Party
- 「Sprechchor」（2021年7月11日 公開）
  - 歌 - Roselia
- 「fly with the night」（2021年10月10日 公開）
  - 歌 - Morfonica
- 「CORUSCATE -DNA-」（2021年12月20日 公開）
  - 歌 - RAISE A SUILEN

## 漫画・イラスト掲載
※特記事項がない限り、原作・監修はCraft Egg/ブシロードが担当している。
BanG Dream! ガールズバンドパーティ！ Roselia Stage（バンドリ ガールズバンドパーティ ロゼリアステージ）
『コミックガルド』にて2017年2月10日から9月25日まで連載していたWeb漫画。全2巻。原作はCraft Egg/ブシロード、漫画は毒田ペパ子が担当。
スピンオフ作品。ゲーム『バンドリ! ガールズバンドパーティ!』に登場するユニット「Roselia」結成を描いたストーリー。
1. 2017年4月25日発売、ISBN 978-4-86554-214-1
2. 2017年10月25日発売、ISBN 978-4-86554-274-5

ガルパライフ
ゲーム内のローディング漫画に表示される1コマ漫画および『バンドリ! ガールズバンドパーティ!公式Twitter』にて2017年5月26日より連載中の4コマ漫画。週1〜2回更新。作画は漫画家のととねみぎ。1コマ漫画は『ちょこっと!ガルパライフ』、4コマ漫画は『もっと!ガルパライフ』と表記されている。両作品はゲーム内の「コミック」より読むことが可能である。
2018年1月13日に｢ガルパーティ！ 東京｣のイベント会場およびブシロードECで限定販売された。2019年6月8日には「ガルパーティ2019in池袋」のCraft Eggブースにて第2巻が発売される。
イラスト&ショートストーリー
『電撃G's magazine』2017年8月号（6月30日発売号）より2018年8月号（6月30日発売号）まで掲載されたイラスト＆ショートストーリー。イラスト＆ショートストーリー制作はCraft Egg。
初期は各バンドをメインにしたイラストストーリーが掲載され、2018年1月号からはバンドの枠を越え、各キャラクター同士の日常風景が描かれた。2018年1月号までの掲載イラストは2018年3月30日に発売した『バンドリ！ ガールズバンドパーティ！ ビジュアルブック』に掲載されている。
「BanG Dream! ガルパ☆ピコ」コミックアンソロジー（バンドリ ガルパピコ コミックアンソロジー）
『KADOKAWA』にて2019年3月14日から発売されている「BanG Dream! ガルパ☆ピコ」のコミックアンソロジー。
17名のクリエーターが参加しており、表紙・巻頭カラー漫画は「BanG Dream! ガルパ☆ピコ」監督・キャラクターデザイン・各話脚本の宮嶋星矢が執筆している。
1. 2019年3月14日発売、ISBN 978-4-04-899444-6
2. 2020年4月22日発売、ISBN 978-4-04-899459-0
3. 2021年4月8日発売、ISBN 978-4-04-899476-7
4. 2022年12月8日発売、ISBN 978-4-04-899517-7
5. 2023年6月8日発売、ISBN 978-4-04-899568-9

BanG Dream! ガールズバンドパーティ！ イベントダイアリー
『コミックグロウル』にて2021年5月28日から2024年2月23日まで連載していたWeb漫画。原作はCraft Egg/ブシロード、漫画は黒渕かしこが担当
1. 2022年2月28日発売、ISBN 978-4-04-899513-9
2. 2023年2月25日発売、ISBN 978-4-04-899551-1
3. 2024年6月7日発売、ISBN 978-4-04-899627-3
4. 2024年6月7日発売、ISBN 978-4-04-899628-0

## 関連商品
ムック
- バンドリ！ ガールズバンドパーティ！ ビジュアルブック（KADOKAWA、2018年3月30日）ISBN 978-4-04-733316-1
- バンドリ！ ガールズバンドパーティ！ ビジュアルブック vol.2（KADOKAWA、2019年5月30日）ISBN 978-4-04-733412-0
- バンドリ！ ガールズバンドパーティ！ ビジュアルブック vol.3（KADOKAWA、2020年4月28日）ISBN 978-4-04-733483-0
- バンドリ！ ガールズバンドパーティ！ ビジュアルブック vol.4&5（KADOKAWA、2022年6月30日）ISBN 978-4-04-733608-7

スコア
- バンドスコアピース1939 LOUDER／Roselia（フェアリー、2017年7月11日）
- バンドスコアピース1948 Re:birth day／Roselia（フェアリー、2017年8月19日）
- BanG Dream! オフィシャル・バンドスコア「BLACK SHOUT」/Roselia（リットーミュージック、2017年8月23日）
- BanG Dream! オフィシャル・バンドスコア「Re:birth day」/Roselia（リットーミュージック、2017年10月12日）
- BanG Dream! オフィシャル・バンドスコア「熱色スターマイン」/Roselia（リットーミュージック、2017年11月13日）
- BanG Dream! オフィシャル・バンドスコア Roselia（リットーミュージック、2018年3月29日）
- BanG Dream! オフィシャル・バンドスコア「R」/Roselia（リットーミュージック）
- BanG Dream! オフィシャル・バンドスコア「BRAVE JEWEL」/Roselia（リットーミュージック）
- BanG Dream! オフィシャル・バンドスコア「That Is How I Roll!」/Afterglow（リットーミュージック）
- BanG Dream! オフィシャル・バンドスコア「ツナグ、ソラモヨウ」/Afterglow（リットーミュージック）
- バンドリ！オフィシャル・ピアノスコア Roselia（リットーミュージック、2019年3月25日）
- バンドリ！ オフィシャル・バンドスコア Roselia Vol.2（リットーミュージック、2019年10月24日）
- バンドリ！ オフィシャル・バンドスコア Afterglow（リットーミュージック、2020年2月21日）

モバイルコンテンツ
- LINEスタンプ「バンドリ！ ガールズバンドパーティ！」（2017年7月27日配信）
- LINEスタンプ「バンドリ！ ガールズバンドパーティ！ 第2弾」（2019年8月8日配信）

## 関連番組

### インターネット番組

#### バンドリ! ガールズバンドパーティ!@ハロハピCiRCLE放送局
「バンドリ! ガールズバンドパーティ!@ハロハピCiRCLE放送局」は2017年3月17日よりFRESH!、ニコニコ生放送、YouTubeLiveにて配信されているインターネット番組。月1回配信。第0回と1回のみ「CiRCLE放送局」として放送し、第2回以降は「ハロハピCiRCLE放送局」として、MCに伊藤美来（弦巻こころ 役）と豊田萌絵（松原花音 役）を据えて放送している。2021年3月16日の4周年記念放送内で新番組の内容が発表されたことに伴い第45回をもって本番組を終了し、バンドリ！ガールズバンドパーティー！の情報番組としての役割は次番組「ガルパステーション」に引き継がれることとなった。
ゲスト
- 第0回（2017年3月17日）- 愛美（戸山香澄 役）、伊藤彩沙（市ヶ谷有咲 役）、西本りみ（牛込りみ 役）、相羽あいな（湊友希那 役）、工藤晴香（氷川紗夜 役）、櫻川めぐ（宇田川あこ 役）[31]
- 第1回（2017年4月28日）- 伊藤美来、豊田萌絵、 相羽あいな、工藤晴香[99]
- 第2回（2017年5月26日）- 前島亜美（丸山彩 役）、中上育実（大和麻弥 役）[100][101]
- 第3回（2017年6月23日）- 工藤晴香[102]
- 第4回（2017年7月28日）- 愛美、西本りみ[103]
- 第5回（2017年8月18日）- 遠藤ゆりか（今井リサ 役〈初代〉）、明坂聡美（白金燐子 役〈初代〉）[104]
- 第6回（2017年9月23日）- 田所あずさ（瀬田薫 役）、吉田有里（北沢はぐみ 役）[注 5]
- 第7回（2017年10月28日）- 工藤晴香、櫻川めぐ[注 6]
- 第8回（2017年11月24日）- 大塚紗英（花園たえ 役）、大橋彩香（山吹沙綾 役）[105]
- 第9回（2017年12月22日）- 愛美、秦佐和子（若宮イヴ 役）
- 第10回[注 7]（2018年1月12日）- 前島亜美、中上育実、田所あずさ
- 第11回（2018年2月23日）- 工藤晴香、明坂聡美、加藤英美里（上原ひまり 役）[注 8]
- 第12回（2018年4月23日）- 愛美、前島亜美
- 第13回（2018年5月25日）- 大塚紗英、工藤晴香
- 第14回（2018年6月22日）- 前島亜美、中島由貴（今井リサ 役〈二代目〉）
- 第15回（2018年7月13日）- 田所あずさ、黒沢ともよ（奥沢美咲 役）
- 第16回（2018年8月8日）- 三澤紗千香、中上育実
- 第17回（2018年9月22日）- 三澤紗千香、前島亜美、中島由貴[注 9]
- 第18回（2018年10月26日）- 前島亜美、櫻川めぐ
- 第19回（2018年11月28日）- 西本りみ、工藤晴香
- 第20回（2018年12月18日）- 愛美、相羽あいな、黒沢ともよ
- 第21回（2019年1月28日）- 大塚紗英、前島亜美
- 第23回（2019年3月6日）- 田所あずさ、吉田有里、黒沢ともよ[注 10]
- 第24回（2019年4月12日）- 大塚紗英、秦佐和子
- 第25回（2019年5月24日）- 大塚紗英、前島亜美、小原莉子（朝日六花 役）
- 第26回（2019年6月30日）- 三澤紗千香（青葉モカ 役）、小澤亜李（氷川日菜 役）[注 11]
- 第27回（2019年8月11日）- 日笠陽子（宇田川巴 役）、前島亜美、相羽あいな
- 第28回（2019年9月8日）- 西本りみ、三澤紗千香、中上育実、櫻川めぐ[注 12]
- 第29回（2019年10月18日）- 伊藤彩沙、三澤紗千香、工藤晴香
- 第30回（2019年11月4日）- 工藤晴香、志崎樺音（白金燐子 役〈二代目〉）、吉田有里
- 第31回（2019年12月22日）- 小澤亜李、櫻川めぐ
- 第32回（2020年1月21日）- 愛美、相羽あいな
- 第33回（2020年3月1日）- 大塚紗英、三澤紗千香、小澤亜李、工藤晴香、Raychell（レイヤ 役）[注 13]
- SP（2020年4月3日）- 日笠陽子、西尾夕香（広町七深 役）
- 第34回（2020年4月24日）- 大橋彩香、伊藤彩沙、中島由貴
- 第35回（2020年6月2日）- 小原莉子、Raychell
- 第36回（2020年6月13日）- 愛美、田所あずさ、Ayasa（八潮瑠唯 役）[注 14]
- 第37回（2020年7月19日）- 工藤晴香、mika（二葉つくし 役）
- 第38回（2020年8月18日）- 小澤亜李、倉知玲鳳（パレオ 役）
- 第39回（2020年9月20日）- 相羽あいな、日笠陽子
- 第40回（2020年10月23日）- 日笠陽子、吉田有里
- 第41回（2020年11月24日）- 大塚紗英、日笠陽子、吉田有里、紡木吏佐（チュチュ 役）[注 15]
- 第42回（2020年12月18日）- 秦佐和子、進藤あまね（倉田ましろ 役）
- 第43回（2021年1月18日）- 三澤紗千香、吉田有里
- 第44回（2021年2月28日）- 愛美、三澤紗千香、西尾夕香[注 16]
- 第45回（2021年4月23日）- 工藤晴香、吉田有里[注 17]

#### ガルパステーション
「ガルパステーション」は、2021年6月12日よりYouTubeLiveにて配信されているインターネット番組。前項に挙げた「バンドリ! ガールズバンドパーティ!@ハロハピCiRCLE放送局」の実質的後継番組となる。出演者、MCは毎回キャストの中から交代で行われるが、キャスト以外のゲストが登場することがある。
出演者（先頭がMC）
- 第1回（2021年6月12日）- 愛美（戸山香澄 役）、前島亜美（丸山彩 役）、小澤亜李（氷川日菜 役）、豊田萌絵（松原花音 役）、湯田雅（Craft Egg/バンドリ！ガールズバンドパーティー！ プロデューサー）[106]
- 第2回（2021年7月29日）- 倉知玲鳳（パレオ 役）、愛美、吉田有里（北沢はぐみ 役）、進藤あまね（倉田ましろ 役）、湯田雅、沢村英佑（Craft Egg/バンドリ！ガールズバンドパーティー！ コンテンツプロデューサー）、鈴木このみ[107]
- 第3回（2021年8月31日）- 三澤紗千香（青葉モカ 役）、工藤晴香（氷川紗夜 役）、豊田萌絵、西尾夕香（広町七深 役）[108]
- 第4回 [4.5周年スペシャル]（2021年9月19日）- 愛美、佐倉綾音（美竹蘭 役）、相羽あいな（湊友希那 役）、伊藤美来（弦巻こころ 役）、進藤あまね、Raychell（レイヤ 役）、湯田雅、沢村英佑[109]
- 第5回（2021年10月14日）- 前島亜美、工藤晴香、夏芽（マスキング 役）、沢村英祐[110][注 18]
- 第6回 （2021年11月29日） - 相羽あいな、伊藤彩沙（市ヶ谷有咲 役）、中島由貴（今井リサ 役）、西尾夕香、沢村英佑[111]
- 第7回 （2021年12月22日） - 大橋彩香（山吹沙綾 役）、前島亜美、Raychell、小原莉子（ロック 役）、湯田雅、沢村英佑[112]
- 第8回 （2022年1月28日） - 豊田萌絵、三澤紗千香、櫻川めぐ（宇田川あこ 役）、倉知玲鳳[113]
- 第9回 [5周年直前スペシャル]（2022年3月5日） - 佐倉綾音、日笠陽子（宇田川巴 役）、小澤亜李、相羽あいな、工藤晴香、湯田雅、沢村英佑[114]
- 第10回（2022年4月27日） - 直田姫奈（桐ケ谷透子 役）、前島亜美、吉田有里、進藤あまね
- 第11回（2022年5月14日） - 大塚紗英（花園たえ 役）、 Raychell、 倉知玲鳳、 紡木吏佐（チュチュ 役）
- 第12回（2022年7月28日） - 第1部 秦佐和子（若宮イヴ 役）、工藤晴香（氷川紗夜 役）、中島由貴（今井リサ 役）、豊田萌絵（松原花音 役）、第2部 進藤あまね（倉田ましろ 役）、直田姫奈（桐ヶ谷透子 役）、西尾夕香（広町七海 役）、mika（二葉つくし 役）、Ayasa（八潮瑠唯 役）

### テレビ番組

#### 月刊ブシロードTV with 戸山姉妹
2017年7月6日より2018年3月29日までTOKYO MX、BSフジにて放送されたテレビ番組。MCは愛美（戸山香澄 役）、尾崎由香（戸山明日香 役）。詳細は月刊ブシロードTV参照。
開始当初は「月刊ブシロードTV with 戸山姉妹 feat. ガルパ！」だったが、同年10月よりタイトルから「feat. ガルパ!」を外した。ゲストは2017年9月まではガルパ出演声優の2〜4週入替り形式、同年10月以降はガルパ以外のブシロードのコンテンツ出演声優も出演している。2018年4月のリニューアルにより放送は終了したが、本番組の内容は、事実上『バンドリ!TV』に引き継がれ、愛美と尾崎由香は同番組のMCとなる。
2018年、「月刊ブシロード4月号」誌上通販で『月刊ブシロードTV with 戸山姉妹』メモリアルDVD「そういや、こんなこともありましたね」』として2017年7月から2018年3月放送分を収録。

#### 月刊ブシロードTV with スタァライト & BanG Dream!
2019年4月6日から12月29日までTOKYO MXにて放送されたテレビ番組。MCは小山百代と相羽あいな（湊友希那 役）。
『少女☆歌劇 レヴュースタァライト』がメインの内容となっており、『BanG Dream！』に関しては、番組内の1コーナー（バンドリ!の告知してみた）扱いとなっている。
ゲストは、スタァライト出演者（声優含む）が2〜4週入替り形式で出演している。
2020年1月のリニューアルに伴い、2019年12月29日でこのタイトルでの放送は終了。現在は、『月刊ブシロードTV with スタァライト & ヴァンガード』として放送されている。
当番組以前に放送していた「月刊ブシロードTV with トリモン & BanG Dream！」「月刊ブシロードTV with 九州三国志 & BanG Dream！」「月刊ブシロードTV ガルパ2周年SP」を含め、詳細は月刊ブシロードTV参照。

#### バンドリ！TV
2018年4月5日よりTOKYO MX、サンテレビにて放送中のバラエティ番組。YouTube『バンドリちゃんねる☆』にて放送回を前後編に分け、2週間限定先行配信をしている。前述の『月刊ブシロードTV with 戸山姉妹』が『月刊ブシロードTV with ヴァンガード』へのリニューアルに伴い、『BanG Dream!』に関する内容を引き継いでいる。MCは愛美（戸山香澄 役）と前島亜美（丸山彩 役）。番組内ではショートアニメ『ぱすてるらいふ』が放送されていたが、2018年から2021年にかけて『BanG Dream! ガルパ☆ピコ』が通算3シーズン放送された。
また、2019年1月から3月にはテレビアニメ『BanG Dream! 2nd Season』の放送に伴い『バンドリ!TV』の放送が一時休止となったため、YouTube Liveなどにて生放送番組『バンドリ！TV LIVE』が配信された。2019年5月11日から『バンドリ！TV LIVE』の配信が再開され、同年8月3日まで通常番組としての配信を終え、その後は不定期に特別版が配信された。
2020年1月以降は『バンドリ！TV LIVE 2020』とタイトルを変えてYouTube LiveとPeriscopeにて生配信され。また、同年1月6日には『バンドリ！TV LIVE 特別版 新春スペシャル生放送』が生配信された、2021年も
『バンドリ！TV LIVE 2021』とタイトルを変えて放送されている。

### ラジオ

#### バンドリ！ガルパラジオ with Afterglow
『バンドリ！ガルパラジオ with Afterglow』は2017年10月6日より2019年9月27日まで文化放送にて毎週金曜日 26:00 - 27:00 に放送していたラジオ番組。HiBiKi Radio Station、音泉では同年10月7日より毎週土曜日 23:30 更新にてアーカイブ配信していた。パーソナリティは三澤紗千香（青葉モカ 役）。全104回配信。
ゲスト
※第53・72・103・104回はゲスト出演なし。
- 第1・2回 - 加藤英美里（上原ひまり 役）、金元寿子（羽沢つぐみ 役）
- 第3・99・100回 - 佐倉綾音（美竹蘭 役）
- 第4・5回 - 若井友希（i☆Ris）、久保田未夢（i☆Ris）
- 第6・7回 - いとうかなこ
- 第8・9・64・65回 - 相羽あいな（湊友希那 役）
- 第10・11・54・55回 - 愛美（戸山香澄 役）
- 第12・13・79・80回 - 前島亜美（丸山彩 役）
- 第14回 - 加藤英美里
- 第15・56・57・101・102回 - 日笠陽子（宇田川巴 役）
- 第16・17回 - CHiCO
- 第18・19・62・63回 - 吉田有里（北沢はぐみ 役）
- 第20・21回 - 広瀬ゆうき（A応P）、水希蒼（A応P）
- 第22・23回 - 大石昌良
- 第24・25・87・88回 - 伊藤彩沙（市ヶ谷有咲 役）
- 第26・27回 - 工藤晴香（氷川紗夜 役）
- 第28・29回 - マナミ（Goose house）、ワタナベシュウヘイ（Goose house）、齊藤ジョニー（Goose house）
- 第30・81・82回 - 金元寿子
- 第31・32回 - 明坂聡美（白金燐子 役〈初代〉）
- 第33・34・83・84回 - 鈴木このみ
- 第35・36回 - 西本りみ（牛込りみ 役）
- 第37・38・68・69回 - 秦佐和子（若宮イヴ 役）
- 第39・40・66・67回 - 大塚紗英（花園たえ 役）
- 第41・42・93・94回 - 櫻川めぐ（宇田川あこ 役）
- 第43・44・95・96回 - 上坂すみれ（白鷺千聖 役）
- 第45・46回 - angela
- 第47・48回 - 伊藤美来（弦巻こころ 役）
- 第49・50回 - 中上育実（大和麻弥 役）
- 第51・52・91・92回 - 小澤亜李（氷川日菜 役）
- 第58・59回 - きただにひろし（JAM Project）、奥井雅美（JAM Project）
- 第60・61回 - 豊田萌絵（松原花音 役）
- 第70・71回 - Machiko
- 第73・74回 - 田所あずさ（瀬田薫 役）
- 第75・76回 - 中島由貴（今井リサ 役）
- 第77・78回 - 黒沢ともよ（ミッシェル / 奥沢美咲 役）
- 第85・86回 - 高橋洋子
- 第89・90回 - 志崎樺音（白金燐子 役〈2代目〉）
- 第97・98回 - すぅ（SILENT SIREN）、ゆかるん（SILENT SIREN）

| 文化放送 土曜日 2:30 - 3:00（金曜深夜）                                                    | 文化放送 土曜日 2:30 - 3:00（金曜深夜）                          | 文化放送 土曜日 2:30 - 3:00（金曜深夜）         |
| 前番組                                                                                     | 番組名                                                           | 次番組                                          |
| ------------------------------------------------------------------------------------------ | ---------------------------------------------------------------- | ----------------------------------------------- |
| 冬馬由美&ランズベリー・アーサーのVALKYRIE -RADIO ANATOMIA- ※ナイターオフ 木曜21:00枠へ移動 | バンドリ! ガルパラジオ with Afterglow （2017.10.26 – 2019.9.27） | 岡副麻希のほくほくたいむ ※木曜26:00枠からの移動 |

#### バンドリ！ ガールズバンドパーティ！presents Afterglowの夕焼けSTUDIO
『バンドリ！ ガールズバンドパーティ！presents Afterglowの夕焼けSTUDIO』は2019年10月5日より FM NACK5にて毎週土曜日 21:00 - 21:30 に放送されていたラジオ番組。HiBiKi Radio Stationでは同日より毎週土曜日 23:30 更新にてアーカイブ配信している。パーソナリティは三澤紗千香（青葉モカ 役）と金元寿子（羽沢つぐみ 役）。
2020年9月26日を以ってNACK5でのレギュラー放送は終了し、10月より特番枠で毎月最終日曜日 24:30 - 25:00に『Afterglowの夕焼けSTUDIO SPECIAL』として放送。HiBiKi Radio Stationでは『バンドリ！ ガールズバンドパーティ！presents Afterglowの夕焼けSTUDIO+』として引き続き毎週土曜日 21:00 に配信されていた。三澤紗千香の声優活動休止に伴い、2022年6月をもって番組の放送・配信を終了した。
ゲスト
※第1 - 23回はゲスト出演なし。
| FM NACK5 土曜日 21:00 - 21:30          | FM NACK5 土曜日 21:00 - 21:30                                                                   | FM NACK5 土曜日 21:00 - 21:30                              |
| 前番組                                 | 番組名                                                                                          | 次番組                                                     |
| -------------------------------------- | ----------------------------------------------------------------------------------------------- | ---------------------------------------------------------- |
| 中村あゆみ Rockin' mama ( - 2019.9.28) | バンドリ！ ガールズバンドパーティ！presents Afterglowの夕焼けSTUDIO （2019.10.05 - 2020.09.26） | D4DJ presents Merm4idのRADIO BIG W4VE!!!! （2020.10.3 - ） |

## 関連アプリ
2018年1月9日より1か月限定でARアプリ『バンドリ! ガルパAR!』がブシモより配信。開発・運営はCraft Egg。同年9月の「富士急コラボ」では第2弾がアップデートされた。2019年6月、「ガルパーティ！2019 in池袋」にて第3弾がアップデートされた。
『バンドリ! ガルパAR!』はイベント会場内のARマーカーをアプリで映すと、ガルパ内のアドベンチャーパートのようにガルパのメンバーたちによるボイス付きの会話を楽しむことができる。一度見た会話は会話一覧より見ることが可能である。また、過去のイベントで取得した会話は「思い出の会話」より見ることができる。イベント開催後にはARマーカーが公式サイトより一定期間公開された。

## 関連イベント・コラボレーション
様々な企業とのコラボレーション企画を積極的に行っており、これは「アニメやゲームファン以外にも様々な人に向けた幅広い内容のコラボレーションを行うため」としている。プロジェクト全体としてのコラボレーション展開は「BanG Dream!#関連イベント・コラボレーション」を参照。

### 企業・イベントとのコラボレーション
- 丸井 - 2017年7月14日から7月30日にかけてコラボイベントを開催。キャスト登壇によるトークショーも開催されたほか、Poppin'Partyのアニメ描き下ろしイラストグッズも販売された[123]。2018年には、7月13日から9月10日まで、東京、大阪、福岡のマルイ各店舗においてコラボ商品が販売。また、各バンドより、市ヶ谷有咲、上原ひまり、氷川紗夜、白鷺千聖、松原花音の描き下ろしイラストも公開された[124]。2019年には、7月5日から7月21日まで、東京、大阪、福岡のマルイ各店舗においてコラボ商品が販売。また、各バンドより、花園たえ、羽沢つぐみ、若宮イヴ、湊友希那、弦巻こころの描き下ろしイラストが公開された[125]。
- ローソン - 2017年8月9日より各バントのボーカル担当キャラクター、2018年4月27日よりギター担当キャラクター、2019年3月15日よりベース担当キャラクター、2019年9月3日よりドラム担当キャラクターのコラボレーショングッズが販売。また、ゲーム内にてコラボレーションイラストが配布された[126][127][128]。
- コラボレーションカフェ - 2017年8月10日から9月8日に「バンドリ！ ガールズバンドパーティ！カフェ」として開催。その後、開催期間の延長が決定し、同年12月1日から2018年1月8日に「バンドリ！ ガールズバンドパーティ！カフェ アンコール！」として開催。同年7月20日から9月24日に「バンドリ！ガールズバンドパーティ！カフェ 2018年ver.」として開催[129]。描き下ろしイラストを使用したグッズやコラボメニューの販売が行われた[130][131]。2019年7月12日から9月23日、「バンドリ！ガールズバンドパーティ！カフェ 2019年」として東京（池袋・秋葉原）・大阪・名古屋・札幌にて開催[132]。
- 日本郵便東京支社 - 「バンドリ！ ガールズバンドパーティ！」オリジナル フレーム切手セットとして2017年8月11日にコミックマーケット92および郵便局のネットショップで発売された[133]。
- 歌ってみた - 2017年10月28日、ニコニコ動画にて『【Afterglow】アスノヨゾラ哨戒班を歌ってみた』が公開された。また、2018年8月31日から9月2日にかけて初音ミクとのゲーム内コラボを記念してコラボ記念カバー楽曲を使用した『歌ってみた動画』が期間限定で3本公開された。
- WEGO - 「WEGOが似合いそうなメンバー」として山吹沙綾、青葉モカ、氷川日菜、今井リサ、奥沢美咲の5人ピックアップされ、コラボレーションアイテムが2018年2月23日より販売された。また、販売日に併せてゲーム内にてコラボレーションイラストが配布された[134][135]。2018年11月16日にはコラボ第2弾として花園たえ、美竹蘭、白鷺千聖、白金燐子、瀬田薫の5人に合わせたコラボアイテムが販売された[136]。2019年8月29日・30日に開催のWEGO25周年特大イベント「THE PASSION FES 情熱祭」にも出展し、グッズ販売とトークショーを行なわれた[137]。また、同イベントにてコラボ第3弾が発表された。第3弾では市ヶ谷有咲、上原ひまり、丸山彩、宇田川あこ、北沢はぐみの5人に合わせたコラボアイテムが販売される[138]。
- 新日本プロレス – ブシロードと木谷高明が主要株主の90％を務めているプロレス団体。2018年7月7日にアメリカ・サンフランシスコで開催される新日本プロレス『G1 SPECIAL IN SAN FRANCISCO』の冠協賛となることが発表され、記念CMが制作・配信された[139]。2019年1月4日に開催される『WRESTLE KINGDOM 13 in 東京ドーム』においても冠協賛を務める[140]。
- 青夏 きみに恋した30日 - 2018年8月1日から公開される実写映画作品。愛美が映画にゲスト出演するほか、作中で登場人物が『ガルパ』をプレイしているシーンが登場する。また、『青夏』キャストがガルパのテレビCMに出演している。2020年8月21日には主題歌『青と夏』がPoppin'Partyのカバー楽曲として追加された。
- 日本プロ野球パシフィック・リーグ - 「バンドリ！ガールズバンドパーティ！× パシフィック・リーグ6球団コラボ」として開催。2018年8月16日・8月23日をタイアップ試合とし、担当声優が始球式を行うほか、オリジナルグッズの販売、トークイベントなどを開催した。また、開催に合わせて5バンドのボーカルと奥沢美咲のコラボレーションイラストが公開された[141][注 20]。
- MOW - 2018年8月20日から全国のイオンにて森永乳業MOWとのコラボレーションを実施。対象商品を2個購入すると、今井リサと上原ひまりの描き下ろしA4クリアファイルがプレゼントされた[142]。
- 赤い羽根共同募金 - 2018年8月下旬より『「バンドリ！ ガールズバンドパーティ！」赤い羽根共同募金コラボレーション』が開催。描き下ろしイラストを使用した啓発ポスターの掲出や、一定額以上の募金を行うと進呈されるオリジナルコラボグッズなど、企画した北海道共同募金会を含め34都道府県でコラボレーション展開が実施された[143]。2019年9月以降からはコラボレーション第2弾が実施された。
- カレーハウスCoCo壱番屋 - 2018年9月20日から同年10月31日までコラボキャンペーン『Let's PARTY! ようこそココイチへ!!』が開催。注文合計金額が税込み900円以上で、描き下ろしオリジナルクリアファイルが1枚プレゼントされた。描き下ろしキャラクターは山吹沙綾、美竹蘭、丸山彩、宇田川あこ、北沢はぐみの5名。また、全5種の録り下ろしボイスや、『RoseliaのRADIO SHOUT! CoCo壱番屋スペシャル』が2019年1月13日に東京都内にて開催された[144]。2019年には4月20日から5月31日までコラボ第2弾が開催。コラボ内容は第1回と同じだが、新規描き下ろしキャラクターとして、戸山香澄、宇田川巴、氷川日菜、白金燐子、弦巻こころが描かれ、新規録り下ろしボイスが追加された[145]。
- 富士急グループ各社 - 2018年7月14日の富士急ハイランド入園無料化記念事業の後期コラボ企画（前期はラブライブ!サンシャイン!!）として、9月21日から11月4日にかけてコラボレーションイベントが開催。飲食店でのコラボメニューやオリジナルグッズの販売、『バンドリ！ ガルパAR！ 富士急オリジナルver.』などを実施するほか、ガルパキャストによるステージイベントが開催された[146]。また富士急行でもラッピング電車（6000系6002編成）が運行され、富士急山梨バスにおいても中央自動車道経由の高速バス路線にて高速路線車両1台（日野・セレガ）を使用したラッピングバスを導入した[147]。2019年7月26日からはコラボレーション第2弾が開催。同年9月16日まで開催され、キャスト来園イベントのほかガルパの楽曲に連動して花火が打ちあがる楽曲連動花火ショーなどが行われた[148]。
- スニーカーエイジ - 産經新聞社と三木楽器の主催で1979年から開催されている日本全国の高校・中学校による軽音楽系のクラブコンテスト。2018年度に開催される第39回大会にて『ガルパ』が全エリアのプラチナスポンサーとして協賛する。2018年11月4日に開催される関東グランプリ大会より、北海道、関東、関西、沖縄の各大会にて『ガルパ』より特別賞「ベストキラキラ校賞」のほか副賞が提供される[149]。
- オンキヨー - 2019年1月21日より各バンドをイメージしたコラボモデルイヤホンが予約開始。2019年5月末日より順次発送される。また、コラボに合わせ、5バンド各ボーカルの描き下ろしイラストが制作された[150]。
- さっぽろ雪まつり - 2019年2月4日から2月11日まで開催された「第70回さっぽろ雪まつり」にてガルパが初音ミクと共同で参加。大通会場の大通4丁目STV広場にて陸上自衛隊制作の大雪像「Hard Rock Family Live～初音ミク＆戸山香澄 on Snow Stage～」が展示されたほか、期間中の夜に大雪像前でプロジェクションマッピングを用いたミュージックショーが毎日実施された。また、ミュージックショーではDECO*27の「夜行性ハイズ」をスペシャルVerとして初音ミクと香澄によるセッションで披露された[151][152]。
- JINS - 2019年2月20日より各バンドをイメージしたコラボモデルの眼鏡とケースが予約開始。2019年8月下旬より順次発送された。また、コラボに合わせて、牛込りみ、羽沢つぐみ、大和麻弥、氷川紗夜、松原花音の描き下ろしイラストが制作された[153]。
- サンリオ - 2019年4月19日から2019年5月6日まで、渋谷マルイにてサンリオが手掛けたガルパのキャラクターグッズが販売された[154]。
- 神田祭 - 2019年5月1日にコラボレーションが実施され、ボーカル組の描き下ろしイラストのほか、ポスター掲示やオリジナルグッズの販売された[155]。
- スポーツ報知 - 2019年6月19日より「スポーツ報知 バンドリ！タブロイド特別号」が一部地域を除く全国のコンビニや読売新聞販売店などで発売。内容はガルパのボーカルメンバー描き下ろしA1ポスターや愛美、佐倉綾音、前島亜美、相羽あいな、伊藤美来、Raychellの撮りおろしフォト＆ロングインタビューなど、オールカラー全24ページとなる。全国販売に先駆けて、6月8日、9日に開催される「ガルパーティ！＆スタリラ祭 2019 in池袋」にてイベントキービジュアル特装版が先行販売された[156]。
- Samsung Galaxy - 2019年7月7日から8月31日にかけてGalaxyHarajukuとGalaxyStudioにてキャスト登壇のトークショー＆協力ライブイベントを開催[157]。2019年11月2日からは「Galaxy×バンドリ！ スペシャル3大コラボ企画」を開催。キャストによるスペシャルステージや購入キャンペーンが行われた[158]。
- サーティワンアイスクリーム – 2019年7月13日より7月31日まで、1万名にサーティワンレギュラーシングルギフト券が当たるプレゼントキャンペーンを開催[159]。
- としまえん – 2019年7月13日から9月8日までコラボレーションが開催。戸山香澄、青葉モカ、白金燐子、松原花音、白鷺千聖の5名の描き下ろしイラストも発表された。コラボでは、としまえんのプール内にて『ガルパ』の楽曲が流されるほか、ノベルティキャンペーンなどが行われた[160]。
- リアル脱出ゲーム - 2019年12月4日から2020年2月29日にかけて、実際に街を歩きながら謎を解く周遊型のリアル脱出ゲーム『バンドリ！ ガールズバンドパーティ！ｘナゾトキ街歩きゲーム「探し出せ！ ランダムスター！」』が東京・大阪・名古屋で開催。Poppin'Partyを主人公としたLive2Dフルボイス映像によるオリジナルストーリーが展開された[161]。後に2020年5月までの開催期間延長が決定した。
- 日清食品 - 2020年7月1日より、本作とカップヌードルのコラボレーショングッズを、自社のオンラインストア限定で販売[162]。
- 江の島 - 2020年9月12日から10月16日まで、ゲーム内イベント「奔走！夕影をめぐる旅」の舞台となった井の島を舞台に、江ノ島島内とその周辺に散りばめられたワードを集めるワードラリーが開催された[163]。
- ココス - 2020年11月18日から12月29日に全国の店舗で開催。対象商品1点購入につき、期間別にキャラクタークリアファイル1枚がプレゼントされた。また、全国の店舗で等身大キャラクターパネルが設置され、東京都・中野店では限定仕様のパネルが設置された。また、コラボメニュー購入時にレシートに印刷されたコードを応募フォームで応募すると、オリジナルA3サイズポスターやオリジナルクッションがプレゼントされるキャンペーンも行われた。[164]
- ロッテ - 2022年7月から2023年1月まで[注 21]、本作に登場する7バンドと「コアラのマーチ」とのコラボレーション商品「ガルパのマーチ」を、自社のオンラインショップ限定で販売[165]。

### 他作品とのコラボレーション
- ポケットランド - アットゲームズにて配信されているブラウザゲーム。2018年2月27日から4月27日まで『ポケットランド』内にてコラボレーションイベントを実施。各バンドリーダーのアバターが登場した[166]。
- ペルソナシリーズ - アトラスから発売されているゲームシリーズ。2018年7月20日から7月29日にかけてガルパ内でコラボレーションイベントを実施。『5』のキャラクター達に扮したAftergrowのメンバーたちがゲーム内に登場し、「Roselia」「Aftergrow」「Poppin'Party」による『3』『4』『5』の楽曲のカバー曲も収録された。イベントストーリーは、『心の怪盗団』の噂を聞いた上原ひまりの提案で「Aftergrow」のメンバーが世直しをしようとする中、「ハロー、ハッピーワールド！」からある挑戦を受けるというストーリーで、「ペルソナシリーズ」内の用語やキャラクターらしき人物の話などがAfterglowや他のメンバーから語られている[167]。なお、「ペルソナシリーズ」のキャラクターが本作に直接関わることはない。
- オンゲキ - セガ・インタラクティブからリリースされているアーケードゲーム。2018年7月26日から9月26日まで、『オンゲキ』内に各バンドボーカルがアバターとして登場した。また、ゲーム内にてガルパ関連楽曲がプレイできる[168]。
- 初音ミク - クリプトン・フューチャー・メディアから発売されている音声合成・デスクトップミュージック用のボーカル音源、およびそのイメージキャラクター。
  - 2018年4月25日よりWEB限定CM『飯豊まりえ×初音ミク×みくみくにしてあげる♪【してやんよ】篇』が公開された。同年8月24日から9月5日にはガルパ内にてコラボレーションキャンペーンが実施され、「Poppin'Party」「Afterglow」「ハロー、ハッピーワールド！」の3バンドによるカバー楽曲が追加され、ジャケットイラストには初音ミクと鏡音リン・レンが各バンドメンバーと共に描かれた。また、2017年10月28日に公開された『【Afterglow】アスノヨゾラ哨戒班を歌ってみた』の動画に続いてコラボ記念カバー楽曲を使用した『歌ってみた動画』が制作され、8月31日から9月2日にかけて期間限定で順次公開された。さらに「マジカルミライ 2018 in TOKYO」にてイベントステージも開催された[169]。
  - 2019年2月には『さっぽろ雪まつり』に共同で参加。Poppin'Partyがカバーした「夜行性ハイズ」がゲーム内に追加され、カバー楽曲をイメージした戸山香澄×初音ミクの描き下ろしジャケットイラストが公開された。また、Poppin'Partyの5人のコラボライブ衣装もログインキャンペーとしてプレゼントされた[170]。詳しくは前述の「さっぽろ雪まつり」を参照。
  - 2019年8月23日よりコラボ第2弾が開催。カバー曲としてPastel＊Palettesが歌う『からくりピエロ』が追加されるほか、『からくりピエロ』を含めたこれまでの『歌ってみた動画』のMVが実装された。
  - 2020年7月28日よりコラボ第3弾が開催。MorfonicaおよびRAISE A SUILENの参戦に伴い、カバー曲としてMorfonicaが歌う『深海少女』、RAISE A SUILENが歌う『劣等上等』追加された。
- 戦姫絶唱シンフォギアXD UNLIMITED - ブシモから配信されているスマートフォン用ゲームアプリ。「BanG Dream!」プロジェクトの音楽プロデューサーである上松範康が原作・音楽プロデューサーを務めている。『XD UNLIMITED』内でガルパとのコラボレーションイベントが2019年3月31日より開催され、ガルパのキャラクターたちがゲーム内に登場する。ストーリーではガルパの世界で起きた異変を解決するために、『戦姫絶唱シンフォギア』のキャラクターたちとガルパキャラクターで協力するストーリーが描かれた[171]。
- ご注文はうさぎですか?? - 『まんがタイムきららMAX』（芳文社）にて連載中のKoiによる4コマ漫画作品、およびそれを原作とするテレビアニメ作品。2019年4月26日よりコラボレーションキャンペーンが実施された。コラボではPoppin'Party、ハロー、ハッピーワールド！、Pastel*Palettesによるカバー楽曲が配信された[172][173]。
- Re:ゼロから始める異世界生活 - 長月達平による日本のライトノベル、およびそれを原作とするテレビアニメ作品。
  - 2019年11月2日よりガルパ内でコラボレーションイベントが開催された。Roselia、Pastel*Palettesの新規カバー楽曲が追加されたほか、Afterglowが既にカバーしていた『Redo』の難易度「SPECIAL」が追加された。コラボイベントストーリーでは体験型テーマパークで作中のゲーム「NFO」のコラボイベントに参加するRoseliaたちの姿が描かれている。本作で『Re:ゼロから始める異世界生活』の登場人物は登場しないが、物語の要素として「鬼」にまつわる童話が登場人物から語られる[174]。
  - 2022年8月20日 - 31日、第2弾コラボ開催。Roselia、Morfonicaによる新規カバー楽曲が追加された他、第1弾コラボガチャが復刻された[175]。
- どうぶつタワーバトル - Yuta Yabuzakiが開発するスマートフォン用アプリゲーム。2020年4月1日限定のコンテンツとして、『どうぶつタワーバトル』をガルパのキャラクターに置き換えた「がるぱタワーバトル」が実装された。なお、実装に際して原作から許諾が降りている[176]。
- 少女☆歌劇 レヴュースタァライト -Re LIVE- - ブシモから配信されているスマートフォン用ゲームアプリ。『Re LIVE』内でガルパとのコラボレーションイベントが2020年7月より開催され、Poppin'Partyのキャラクターたちがゲーム内に登場し、スタリラのメンバーによる『イニシャル』のカバーが収録された。ストーリーでは、伊藤彩沙が声を務める花柳香子と市ヶ谷有咲の一人芝居が行われた。
- とある科学の超電磁砲T - 鎌池和馬による日本のライトノベル『とある魔術の禁書目録』のスピンオフ作品、およびそれを原作とするテレビアニメ作品。2020年6月30日よりガルパ内でコラボレーションイベントが開催された。Poppin'Party、Morfonicaの新規カバー楽曲が追加されたほか、Poppin'Partyが既にカバーしていた『only my railgun』の難易度「SPECIAL」が追加された。コラボイベントストーリーでは合同運動会の実行委員となったPoppin'Partyの姿が描かれている。本作で『とある科学の超電磁砲T』の登場人物は登場しないが、カバー曲「final phase」のジャケットイラストに主人公・御坂美琴が描かれているほか、マスコットキャラクター・ゲコ太をイメージした衣装が配布された。コラボイベントに先駆けて、fripSideが歌う「final phase」の原曲がガルパ内で期間限定でプレイできるようになるキャンペーンが開催された[177]。
- おジャ魔女どれみ - アニメ放送開始20周年を記念し、2020年10月31日よりガルパ内でコラボレーションイベントが開催された。ハロー、ハッピーワールド！、Pastel*Palettesのカバー楽曲が配信された[178][179]。
- ゾンビランドサガ リベンジ - Pastel＊Palettesとのコラボイベントが2021年6月20日より開催された。イベントではPoppin'PartyとPastel＊Palettesによるカバー楽曲が配信された[180]。コラボイベントに『ゾンビランドサガ』の登場人物・巽幸太郎（声 - 宮野真守）[注 22]が登場する。また、コラボ記念の限定スキンでは巽の飼い犬・ロメロ（声 - 高戸靖広）の鳴き声が挿入された。
- ホロライブ - 2021年10月22日より、ときのそら×Poppin'Party、白上フブキ×ハロー、ハッピーワールド！、湊あくあ×Pastel*Palettesによるカバー楽曲が配信された[181]。
- プラオレ!〜PRIDE OF ORANGE〜 - 2022年4月27日から。EXNOA LLCから発売されているゲームアプリ。Poppin'Partyのメンバーがゲーム内に登場し、限定イラストが登場した[182]。
- 東京リベンジャーズ - 2022年5月21日 - 31日、ガルパ内でコラボレーションイベントが開催された。RAISE A SUILEN、Aftergrowによるコラボ楽曲が追加された[183]。
- チェンソーマン - 2023年6月30日 - 7月10日、ガルパ内でコラボレーションイベントが開催された。Aftergrow、Roseliaによるコラボ楽曲が追加された。

### 海外配信限定企画
- 台湾版 - 台湾・香港・マカオにて配信されている繁体字版『BanG Dream! 少女樂團派對（少女楽団派対）』にて、2018年2月16日に春節（旧正月）を祝うイベントとして台湾限定のチャイナ服姿の香澄の星2イラストと各ボーカル組の限定スタンプが配布された。
- 韓国版 - 韓国にて配信されている韓国語版『BanG Dream! 걸즈 밴드 파티』にて、2018年6月に韓国のガールズグループGFRIENDとのコラボが発表された。コラボではGFRIENDの「夜（밤）（Time for the moon night）」と「今日から私たちは（오늘부터 우리는）（Me Gustas Tu）」がカバーではない原曲の状態で同年6月27日から配信された[184]。
- 英語版 - 全世界で配信されている英語版『BanG Dream! Girls Band Party!』にて、2018年7月7日にアメリカ・サンフランシスコで開催される新日本プロレス『G1 SPECIAL IN SAN FRANCISCO』の冠協賛となることが発表され、記念CMが制作・配信された[139]。2018年10月19日には、第1回ガールズバンド総選挙でRoseliaが1位になったことを記念して「海外旅行に行くRoselia」の描き下ろしイラストが英語版限定でゲーム内にて配布された[185]。2019年には楽曲にPoppin'Partyの『最高！（さあいこう）』の英語Ver.である『Excellent（Hey, Let’s Go!）』（English Version）、Roseliaの『Legendary』の英語Ver.である『Legendary』（English Version）が配信された[186][187]。

## 評価
「バンドリ！ガールズバンドパーティー！」は2017年3月の配信開始以降、App Storeのセールスランキングで上位圏内を維持し、2017年内に約91億円の売上高を記録。2周年記念の2019年3月にはセールスランキング初の1位を獲得し、サイバーエージェントグループにおけるゲーム事業の収益に貢献した。国内のユーザー数は2019年11月29日時点で1100万人、全世界ユーザー数は2018年7月29日時点で1000万人を突破している。
2017年12月4日に発表された『Google Play 2017年 ベストゲーム』において、Android用ゲームアプリとして、ユーザー投票部門とアトラクティブ部門の2部門にて大賞を受賞した。
Twitter日本語版公式アカウントにて毎年12月5日に発表される「日本国内でもっとも多く使われたアカウント」の2017年エンターテインメント編第3位、2018年ゲーム編第5位に『バンドリ！ ガールズバンドパーティ！Twitter公式アカウント』が選ばれ、「日本国内でもっとも多く使われたハッシュタグ」の2017年エンターテインメント編第8位、2018年ゲーム編第6位に『#バンドリ』、2018年ゲーム編第9位に『#ガルパ』が選ばれた。